# Waleran al IV-lea de Limburg
Waleran al IV-lea numit și Walram (n. secolul al XIII-lea – d. 24 august 1279) a fost duce de Limburg din 1247 până la moarte.

## Biografie
Waleran a fost fiul și succesorul ducelui Henric al IV-lea de Limburg și al contesei Irmgarda de Berg.
El a jucat un rol politic important în perioada numită Interregnum în Imperiul romano-german. El a renunțat să îi susțină pe Hohenstaufeni și a acordat sprijin contelui Willem al II-lea de Olanda în alegerea regelui romano-german. El a fost trimis într-o ambasadă pe lângă regele Henric al III-lea al Angliei, iar după moartea lui Willem al II-lea de Olanda, a sprijinit pe fratele lui Henric, Richard de Cornwall. În 1272 el a făcut parte dintre nobilii care au oferit coroana lui Ottokar al II-lea al Boemiei, iar apoi lui Rudolf I de Habsburg.
În 1252 el a intervenit în Războiul de succesiune pentru Flandra și Hainaut, luând partea lui Jean d'Avesnes de Hainaut. După 1258 el s-a aflat în conflict cu ducele Ioan I de Brabant, punând capăt unei perioade de 60 de ani de bune relații cu Ducatul de Brabant.
Waleran a intervenit frecvent în problemele interne ale arhiepiscopilor de Köln, în disputele acestora cu burghezia orașului.

## Căsătorii și descendenți
Prima dată Walram s-a căsătorit cu Jutta de Kleve (de fapt Judith). Din această căsătorie au rezultat două fiice
- Agnes (c. 1273 – 1297), căsătorită cu Eberhard I de Isenburg;
- Irmgarda (Ermengard), căsătorită cu contele Reginald I de Geldern.

După moartea Juttei, Walram s-a căsătorit în 1273 cu Cunigunda de Brandenburg, fiica lui Otto al III-lea de Brandenburg. Căsătoria a fost intermediată de arhiepiscopul de Köln, Sigfrid de Westerburg. 
După moartea lui Walram a izbucnit disputa succesorală în Limburg.